# Water (película de 2019)
Water es una película estadounidense del género terror de 2019, dirigida por Phillip Penza, que a su vez la escribió, musicalizada por Alex Martinez, en la fotografía estuvo Chuck France y los protagonistas son Lorenzo Lamas, Audrey Beth, Big Brody y Eliza Roberts, entre otros. El filme fue realizado por Little Books Little Films y se estrenó el 1 de febrero de 2019.

## Sinopsis
Una joven pareja piensa haber hallado el edén en la fastuosa casa adquirida recientemente, esta se localiza en el desierto de Arizona, sin embargo, algo acecha bajo el suelo.